# Adam Whitelock
Pour les articles homonymes, voir Whitelock.

a Compétitions nationales et continentales officielles uniquement.

b Matchs officiels uniquement.
Dernière mise à jour le 27 juin 2024.
Adam Whitelock, né le 17 avril 1987 à Palmerston North (Nouvelle-Zélande), est un joueur néo-zélandais de rugby à XV et international à sept, évoluant aux postes de centre ou d'ailier.
Whitelock dispute la majorité de sa carrière en Nouvelle-Zélande, tout d'abord avec la province de Canterbury, avec qui il remporte six National Provincial Championship, puis avec la franchise des Crusaders.
Après sa carrière en Nouvelle-Zélande, Adam Whitelock rejoint la France et le Top 14 au sein de l'Aviron bayonnais en 2014.

## Biographie
Adam Whitelock est le fils de Braeden Whitelock, un ancien Junior All Black, et le petit-fils de Nelson Dalzell, qui a représenté les All Blacks. Il compte trois frères qui ont tous porté le maillot des All Blacks : George Whitelock, Sam Whitelock et Luke Whitelock. Bien qu'Adam n'a jamais eu l'opportunité de jouer pour les All Blacks, il est le seul parmi ses frères à représenter l'équipe de Nouvelle-Zélande de rugby à sept. Il se démarque également en étant le seul frère de la fratrie à évoluer dans la ligne de trois-quarts. Il a également deux cousins, Ben Funnell et Hamish Dalzell (en) qui jouent au rugby à XV.
Les quatre frères Whitelock (Adam, George, Sam et Luke) font leurs études à Feilding et jouent avec l'équipe de la Palmerston North High School. À ses débuts, Adam est identifié comme un talentueux coureur de demi-fond.
Adam est le premier des frères à déménager à Christchurch, afin d'étudier la comptabilité à l'université de Canterbury à partir de 2006,.

## Carrière
Adam Whitelock entame sa carrière senior avec l'équipe de Canterbury en 2008 à l'âge de vingt-deux ans, lors d'un match contre Wellington. Il dispute un total de 56 matchs pour Canterbury, jouant un rôle crucial au sein de l'équipe. Bien qu'il soit remplaçant lors de la finale du National Provincial Championship, Whitelock et l'équipe de Canterbury ont remporté le titre lors des cinq années suivantes, établissant ainsi un nouveau record dans l'histoire du NPC.
Il commence sa carrière de Super Rugby avec les Crusaders en 2009, lors d'un match contre les Brumbies. Son premier essai est décisif, résultant d'une passe de Leon MacDonald, et contribue à la victoire des Crusaders sur les Stormers avec un score de 11-7.
Dans un moment exceptionnel pour le sport professionnel, les quatre frères Whitelock (Adam, George, Sam et Luke) partagent le terrain pour la première fois lors d'un match en compétition en mars 2013, affrontant les Bulls. À l'exception d'un match de pré-saison au début de la saison précédente, c'est la première fois qu'ils jouent ensemble depuis leur passage avec l'équipe de la Fielding High School (en) en 2003. Les frères Whitelock ont l'opportunité de jouer ensemble à nouveau lors de dix-sept autres matchs durant leur période avec les Crusaders.
L'ancien entraîneur des Crusaders, Todd Blackadder, commentant le professionnalisme et l'éthique de travail de Whitelock, déclare : « Adam est l'un des travailleurs les plus assidus de cette équipe. Il est constamment le joueur le plus en forme, mais il s'efforce toujours de s'améliorer chaque année. » .
En 2014, Whitelock est sélectionné avec l'équipe de Nouvelle-Zélande de rugby à sept, après avoir été hautement complimenté par l'entraîneur Gordon Tietjens pour sa condition physique exceptionnelle.
En 2014, il quitte la Nouvelle-Zélande pour signer un contrat en France avec l'Aviron bayonnais.
Fragilisé par des blessures récurrentes, son contrat n'est pas prolongé en 2017.